# ISO 3166-2:AZ
ISO 3166-2:AZ é o subconjunto de códigos definido em ISO 3166-2, parte do ISO 3166 padrão publicado pela Organização Internacional para Padronização (ISO), para os nomes das principais subdivisões de Azerbaijão.
Atualmente os códigos cobrem 1 república autônoma, 11 cidades, e 65 rayons (o rayon de Kəngərli e a cidade de Naquichevão não são atribuídos códigos). O código da república autónoma é um código de duas letras, enquanto o código de cada cidade ou raion é constituída por duas partes, separadas por um hífen. A primeira parte é AZ, o código do Azerbaijão ISO 3166-1 alfa-2, e a segunda parte é um subcódigo de duas-letras (para cidades) ou três-letras (para rayons).

## Códigos atuais
Códigos ISO 3166 e os nomes de subdivisão são listados como no padrão oficial publicado pela Agência de Manutenção (ISO 3166/MA). As colunas podem ser classificadas clicando nos respectivos botões.

### República autônoma
Estes códigos são definidos na norma oficial, sem a norma ISO 3166-1 alfa-2 Código do país como prefixo, e assim, não garantem singularidade em um contexto global, sem acrescentar o código alfa-2.
| Código | República autônoma nome |
| ------ | ----------------------- |
| NX     | Naquichevão             |

### Cidades e rayons
| Código | Subdivisão nome | Subdivisão categoria | Na república autônoma |
| ------ | --------------- | -------------------- | --------------------- |
| AZ-AB  | Əli Bayramlı    | cidade               |                       |
| AZ-BA  | Bakı            | cidade               |                       |
| AZ-GA  | Gəncə           | cidade               |                       |
| AZ-LA  | Lənkəran        | cidade               |                       |
| AZ-MI  | Mingəçevir      | cidade               |                       |
| AZ-NA  | Naftalan        | cidade               |                       |
| AZ-SA  | Şəki            | cidade               |                       |
| AZ-SM  | Sumqayıt        | cidade               |                       |
| AZ-SS  | Şuşa            | cidade               |                       |
| AZ-XA  | Xankəndi        | cidade               |                       |
| AZ-YE  | Yevlax          | cidade               |                       |
| AZ-ABS | Abşeron         | rayon                |                       |
| AZ-AGC | Ağcabədi        | rayon                |                       |
| AZ-AGM | Ağdam           | rayon                |                       |
| AZ-AGS | Ağdaş           | rayon                |                       |
| AZ-AGA | Ağstafa         | rayon                |                       |
| AZ-AGU | Ağsu            | rayon                |                       |
| AZ-AST | Astara          | rayon                |                       |
| AZ-BAB | Babək           | rayon                | Naquichevão (NX)      |
| AZ-BAL | Balakən         | rayon                |                       |
| AZ-BAR | Bərdə           | rayon                |                       |
| AZ-BEY | Beyləqan        | rayon                |                       |
| AZ-BIL | Biləsuvar       | rayon                |                       |
| AZ-CAB | Cəbrayıl        | rayon                |                       |
| AZ-CAL | Cəlilabab       | rayon                |                       |
| AZ-CUL | Culfa           | rayon                | Naquichevão (NX)      |
| AZ-DAS | Daşkəsən        | rayon                |                       |
| AZ-DAV | Dəvəçi          | rayon                |                       |
| AZ-FUZ | Füzuli          | rayon                |                       |
| AZ-GAD | Gədəbəy         | rayon                |                       |
| AZ-GOR | Goranboy        | rayon                |                       |
| AZ-GOY | Göyçay          | rayon                |                       |
| AZ-HAC | Hacıqabul       | rayon                |                       |
| AZ-IMI | İmişli          | rayon                |                       |
| AZ-ISM | İsmayıllı       | rayon                |                       |
| AZ-KAL | Kəlbəcər        | rayon                |                       |
| AZ-KUR | Kürdəmir        | rayon                |                       |
| AZ-LAC | Laçın           | rayon                |                       |
| AZ-LAN | Lənkəran        | rayon                |                       |
| AZ-LER | Lerik           | rayon                |                       |
| AZ-MAS | Masallı         | rayon                |                       |
| AZ-NEF | Neftçala        | rayon                |                       |
| AZ-OGU | Oğuz            | rayon                |                       |
| AZ-ORD | Ordubad         | rayon                | Naquichevão (NX)      |
| AZ-QAB | Qəbələ          | rayon                |                       |
| AZ-QAX | Qax             | rayon                |                       |
| AZ-QAZ | Qazax           | rayon                |                       |
| AZ-QOB | Qobustan        | rayon                |                       |
| AZ-QBA | Quba            | rayon                |                       |
| AZ-QBI | Qubadlı         | rayon                |                       |
| AZ-QUS | Qusar           | rayon                |                       |
| AZ-SAT | Saatlı          | rayon                |                       |
| AZ-SAB | Sabirabad       | rayon                |                       |
| AZ-SAD | Sədərək         | rayon                | Naquichevão (NX)      |
| AZ-SAH | Şahbuz          | rayon                | Naquichevão (NX)      |
| AZ-SAK | Şəki            | rayon                |                       |
| AZ-SAL | Salyan          | rayon                |                       |
| AZ-SMI | Şamaxı          | rayon                |                       |
| AZ-SKR | Şəmkir          | rayon                |                       |
| AZ-SMX | Samux           | rayon                |                       |
| AZ-SAR | Şərur           | rayon                | Naquichevão (NX)      |
| AZ-SIY | Siyəzən         | rayon                |                       |
| AZ-SUS | Şuşa            | rayon                |                       |
| AZ-TAR | Tərtər          | rayon                |                       |
| AZ-TOV | Tovuz           | rayon                |                       |
| AZ-UCA | Ucar            | rayon                |                       |
| AZ-XAC | Xaçmaz          | rayon                |                       |
| AZ-XAN | Xanlar          | rayon                |                       |
| AZ-XIZ | Xızı            | rayon                |                       |
| AZ-XCI | Xocalı          | rayon                |                       |
| AZ-XVD | Xocavənd        | rayon                |                       |
| AZ-YAR | Yardımlı        | rayon                |                       |
| AZ-YEV | Yevlax          | rayon                |                       |
| AZ-ZAN | Zəngilan        | rayon                |                       |
| AZ-ZAQ | Zaqatala        | rayon                |                       |
| AZ-ZAR | Zərdab          | rayon                |                       |

1. ↑  Nome foi mudado para Xirvão.
2. ↑  Nome foi mudado para Göygöl.

## Mudanças
As seguintes alterações à norma ISO 3166-2:AZ foram feitas e anunciadas em boletins pela ISO 3166/MA desde a primeira publicação da norma ISO 3166-2, em 1998:
| Boletim | Data da Publicação | Descrição da mudança no boletim                                                                              |
| ------- | ------------------ | --- |
| I-2     | 2002-05-21         | Correção de um código de quatro erros ortográficos. Notificação das rayons pertencentes à república autónoma |

Boletim I-2
- Código mudança: Naxçıvan (MM → NX)
- Ortografia correção: Naxçivan → Naxçıvan; Imişli → İmişli; Ismayilli → İsmayıllı; Xizi → Xızı
- Atribuição de rayons à república autónoma